# Artur Nilsson
Karl Artur Nilsson, född den 1 januari 1900 i Göteborg, död den 19 oktober 1988 i Göteborg, var en svensk akvarellmålare och fotograf.

## Biografi

### Unga år
Artur Nilsson föddes den 1 januari 1900 på Mariebergsgatan 20 i Majorna som son till plåt- och kopparslagare Carl Johan Nilsson (1871–1929) och dennes hustru Anna Nilsson, född Edman (1876–1951). Han kom att växa upp på Blåsutgatan 5 vid Gråberget. Han gick fyra år i folkskolan i Gråbergsskolan. Under åren 1913–1919 var han elev vid Göteborgs Litografiska Anstalt och vid Oscar Nilssons tryckeri, under vilken tid han blev litograf.

### Utbildning och karriär
Åren 1914–1920 studerade Nilsson vid Slöjdföreningens skola i Göteborg, där han åren 1918–1920 vid Högre konstyrkesskolan hade Albert Eldh som lärare. Efter militärtjänst vid A2 på Kviberg åren 1920–1921 kom han att fram till år 1948 arbeta som reklamtecknare och grafisk formgivare. Bland annat var han tecknare på SKF i samband med Jubileumsutställningen i Göteborg 1923, hos Svenska Telegrambyrån och Annons-Krantz, samt formgivare vid Wezätas fotoateljé. Han gjorde även trycksaker åt Hasselblads kamerafabrik. Artur Nilsson arbetade som timlärare i grafisk formgivning och teckning vid Slöjdföreningens skola under åren 1948–1967. Artur Nilsson var idrottsintresserad, hoppade tresteg och var med och återbildade IK Vikingen år 1919, varvid han formgav deras klubbmärke.
Artur Nilsson förblev ogift och avled den 19 oktober 1988. Han hade en syster Ester Nilsson (1902–1980). Han bodde från år 1938 fram till sin död på Styrmansgatan 26 i Majorna. Han tilldelades Göteborgs stads kulturstipendium år 1968 och Kulturellt honnörsstipendium av Göteborgs stad år 1979.

### Fotograf och konstnär
Nilsson fick sin första kamera år 1917 och kom att vara produktiv som fotograf under 60 år, men var aldrig yrkesverksam som fotograf. Hans fotografier var dokumenterande med motiv främst från Majorna, Göteborgs hamn och Göteborgs centrum, men även porträtt av konstnärskollegor, samt motiv från Bohusläns kust. Som konstnär var Nilsson främst verksam som akvarellmålare.
Artur Nilsson var med i redaktionen för Nordisk Tidskrift för Fotografi från och med nummer 2/1955 till och med nummer 12/1963.

### Artur Nilssons samling
I sitt testamente, upprättat den 15 mars 1988, överlät Nilsson all sin konstnärliga kvarlåtenskap till dåvarande Göteborgs stadsarkiv. Samlingens namn är Artur Nilssons samling och förvaras vid Regionarkivet för Västra Götalandsregionen och Göteborgs Stad. Den består av avdelningarna Arkiv, Bibliotek, Fotografier och Konst. Samlingen omfattar drygt 60 000 fotografier.

### Utställningar
Artur Nilsson hade följande separatutställningar:
- 1967 – Göteborgs Naturhistoriska museum (fotografier)
- 1975 – Galleri Maneten, Göteborg (fotografier)
- 1975 – Galleri 54, Göteborg (akvareller)
- 1976 – Fotografiska museet, Stockholm (fotografier)
- 1976 – Åbo slott, Finland (akvareller)
- 1977 – Göteborgs historiska museum (akvareller)
- 1977 – Bergen, Norge (akvareller)
- 1978 – Göteborgs historiska museum (fotografier)
- 1982 – Galleri 54, Göteborg (akvareller)
- 1984 – Göteborgs konstmuseum (fotografier, akvareller)

### Representation
Artur Nilssons arbeten finns representerade på Göteborgs konstmuseum[källa behövs], Röhsska museet, Göteborgs Naturhistoriska museum, Göteborgs stadsmuseum, Göteborgs Konst (före detta Konstnämnden), Stockholms stadshus (praktadress år 1923, Göteborgs gratulation vid invigningen), Moderna museet och Statens konstråd.

### Böcker om Artur Nilsson
År 2018 gavs boken Artur Nilssons Göteborg: genom konstnärens öga ut. Boken beskriver Nilssons yrkesliv med konst och fotografi men även reklamuppdrag, med många träffande iakttagelser och anekdoter, oftast med livet i Göteborg i centrum. Nilsson beskrivs som "en deltagande observatör, en iakttagare och hans berättande har blivit ett stycke göteborgsk 1900-talshistoria med ett underifrånperspektiv, från den fattiga men ändå rika barndomen och sedan livet ut”. Han var en nära nog daglig flanör i sitt Göteborg med skissblock i högsta hugg på jakt efter fina stadsmotiv.
År 2021 gavs boken Akvarellmålaren Artur Nilsson i Bohuslän ut. Särskilt på sommaren reste Artur Nilsson upp till Bohuslän, ibland med ångfartygen.